# ケプラー186c
ケプラー186c(英語:Kepler-186c)とは地球から見てはくちょう座の方向に492光年離れたところにある赤色矮星、ケプラー186を公転している5つの太陽系外惑星の内の1つである。半径は地球の1.25倍程度で比較的似ている。主星からわずか0.061 auの距離をほぼ1週間で公転しているため、表面温度は地球より高く、生命が存在するには過酷な環境とされている。
| 地球 | ケプラー186c |
| ---- | ------------ |
| 地球 | Exoplanet    |